# Kim Jong-kook (ca sĩ)
Kim Jong-kook (Hangul: 김종국, sinh ngày 25 tháng 4 năm 1976) là một nam ca sĩ người Hàn Quốc. Anh bắt đầu sự nghiệp từ nhóm nhạc đôi Turbo rồi sau đó theo đuổi sự nghiệp solo. Anh là một trong số ít nghệ sĩ Hàn Quốc nhận được Daesang (Giải thưởng lớn) ở cả 3 đài truyền hình quốc gia đồng thời là nghệ sĩ duy nhất nhận được Daesang ở hai mảng âm nhạc cũng như truyền hình thực tế.

## Tiểu sử
Kim Jong-kook bắt đầu gia nhập ngành công nghiệp giải trí Hàn Quốc với tư cách là thành viên nhóm nhạc Turbo, sau đó trở nên nổi tiếng rộng rãi nhờ thể loại nhạc hấp dẫn của chính họ. Vài năm sau khi nhóm nhạc này tan rã, Kim Jong Kook bắt đầu hát đơn năm 2001, tập trung chủ yếu vào dòng nhạc ballad. Dù luôn bị trêu chọc về chất giọng cao đặc biệt của mình nghe như "tiếng muỗi kêu" nhưng anh hiện đang sở hữu rất nhiều bản hit và luôn là khách mời thường xuyên trong các show truyền hình thực tế, trong đó đáng chú ý phải kể đến Running Man. Hơn nữa, thân hình của anh ấy luôn được đánh giá 'one of the best' trong giới K-pop, nhờ vào toàn bộ quá trình luyện tập cơ bắp.
Tới năm 2005, Kim Jong Kook đã trở thành một trong những nghệ sĩ Hàn nổi tiếng nhất và album thứ ba của anh bán được hơn 300.000 bản copies, khiến album này trở thành album bán chạy nhất năm đó. Anh kết thúc năm với việc chiếm trọn 3 giải Daesang của 3 đài truyền hình lớn nhất cả nước, điều mà ngoài Kim Jong Kook ra mới chỉ từng có Jo Yong Phil thực hiện được vào thập niên 80s. Bài hát chính trong album này "Loveable"; đã từng đứng đầu rất nhiều bảng xếp hạng, trong đó có cả Pump It Up và Audition Online.
Tháng 1 năm 2006, Kim Jong-kook, Jeon Hye-bin và Im Tae-kyung đã tham dự và biểu diễn tại Paris by Night 81 của Trung tâm Thúy Nga tại California.
Tháng 3 năm 2006, Kim Jong-kook tham gia nghĩa vụ quân sự khi đang ở đỉnh cao của sự nghiệp. Anh cũng cho ra mắt album thứ tư của mình, tuy nhiên không thể trực tiếp quảng bá cho album do đang phải thực hiện nghĩa vụ quân sự. Để không vi phạm luật, các video âm nhạc của anh sẽ được quay nhưng mặt anh sẽ không xuất hiện. Thêm đó, bạn gái tin đồn của anh Yoon Eun-hye đã được mời đóng trong một video. Dù không quảng bá trực tiếp, album thứ tư của anh đã bán được hơn 100.000 bản copies.
Cuối tháng 4 năm 2008, các nguồn tin công bố rằng Kim Jong-kook sẽ kết thúc nghĩa vụ quân sự chính thức vào ngày 23 tháng 5 năm 2008. Vào ngày hôm đó anh đã nhận được sự chào đón nồng nhiệt của fan, anh trả lời phỏng vấn và nói rằng anh cảm thấy rất nhẹ nhõm. Album thứ năm của anh ra mắt vào ngày 22 tháng 10 năm 2008 với cái tên "Here I am" (Tôi ở đây), trong đó các bài hát nổi bật là "Today More than Yesterday" (Hôm nay hơn hôm qua) và "Thank you" (Cảm ơn). Trước truyền thống không thể vực dậy khi quay lại sau nghĩa vụ quân sự của các ca sĩ trước, Kim Jong Kook đã chứng minh điều ngược lại với một sự trở lại thành công rực rỡ, ra mắt liên tiếp 1 album, 1 bài hát đơn Happy Virus (Vi rút hạnh phúc) và một bài nhạc trot Ddajo (Lấy cho tôi).
Anh cũng bắt đầu quay trở lai màn ảnh với việc trở thành thành viên chính thức của show truyền hình thực tế nổi tiếng Family Outing (gia đình dã ngoại), là một phần của SBS's Good Sunday, lấy lại sự nổi tiếng, đặc biệt với scandal Lee Hyori và Park Ye Jin. Quảng cáo Hoolala của anh với Kim Sooro được ra mắt vào tháng 7 năm 2009. Anh cũng tham gia quảng cáo cho nhiều hãng thời trang. Album thứ 6 được ra mắt vào 27 tháng 1 năm 2010, bản giới thiệu cho album này được ra mắt kèm theo bài hát "Don't Be Good to Me" (Xin đừng tốt với tôi). Tuy nhiên bài hát chủ đề của album này lại là "This is the Person" (Chính là em). Video của bài hát "Don't be good to me" có sự xuất hiện của Park Ye Jin, người nổi tiếng với "Family Outing Scandal" giữa Kim Jong Kook, Lee Hyori và cô. Album thứ 6 này của anh có cái tên "Eleventh Story" (Cây chuyện thứ 11) gồm 3 MVs vì tính tới thời điểm này, anh đã cho ra mắt 6 albums. Hiện tại anh đang là thành viên chính thức của show truyền hình thực tế SBS's Running Man.
Ngày 27 tháng 8 năm 2010, Kim Jong Kook tiến hành phẫu thuật đĩa đệm tại bệnh viện Seoul’s Kwan Ahk Goo Chung Ryong Dong Kangnam Choice. Công ty quản lý của Kim Jong Kook, 101 Entertainment, phát biểu rằng "Kim Jong Kook hoạt động hàng ngày mà không biết rằng anh bị vỡ đĩa đệm ở lưng. Anh có từng thấy đau nhưng không nghĩ nhiều về nó. Hiện anh đang dùng thuốc giảm đau khi quay phim SBS Running Man".

## Sự nghiệp âm nhạc

### Các Album Solo
| Năm  | Chi tiết | Danh sách bài hát |
| ---- | --- | --- |
| 2001 | Album 1 - Renaissance (Phục Hưng) - Ra mắt: 13/12/2001 - Nhãn hiệu: CJ E&M Music and Live - Tiếng: Hàn                                             | tracklisting 1. Prologue 2. Sad Story 3. Angel 4. 남자니까 5. 행복하길 6. 사랑했었다 7. Disco 8. 여인의 향기 9. Love Story 10. Thriller 11. Night 12. 1434 13. One 14. My Way 15. 친구에게서 연인으로 |
| 2004 | Album 2 - Evolution (Cách mạng) - Ra mắt: 18/06/2004 - Nhãn hiệu: CJ E&M Music and Live - Tiếng: Hàn                                               | tracklisting 1. 돌아와 2. 용서해 기억해 3. 니가 원한 이별 4. Feeling 5. 슬픔 바램 6. 한 남자 (One Man) 7. 중독 8. 그래요...그래도... 9. Broken Heart 10. 하루만 11. 태양 가득히 12. Tonight 13. 용서 14. 그대가 잠든 사이 |
| 2005 | Album 3 - This Is Me (Đây là chính tôi) - Ra mắt: 01/07/2005 - Nhãn hiệu: CJ E&M Music and Live - Tiếng: Hàn - Doanh số: 350.000+                  | tracklisting 1. 제자리 걸음 (Walking In One Spot) 2. 그녀의 남자에게 (To Her Man) 3. 슬픈 축하 4. 선물 5. Happiness 6. 사랑스러워 (Loveable) 7. 지우개 8. Dream 9. 토요일 밤 10. 별, 바람, 햇살 그리고 사랑 (Star, Wind, Sunlight and Love) 11. One Night 12. 바보 같은 나 13. 친구에게 14. 연습 15. 여전히 |
| 2006 | Album 4 - Kim Jong Kook's Fourth Letter (Bức thư thứ tư) - Ra mắt: 13/04/2006 - Nhãn hiệu: CJ E&M Music and Live - Tiếng: Hàn - Doanh số: 100.000+ | tracklisting 1. 사랑한다는 말 (Saying 'I Love You') 2. 너만 모르는 이야기 (The Story You Don't Know) 3. 편지 (Letter) 4. 한 사람 (One Person) 5. 사랑이에요 (It's Love) 6. 고백 (Confession) 7. 사랑이 아파도 (Though Love Hurts) 8. 사랑지기 (Failing Love) 9. 그녀를 알아요 (I Know Her) 10. 토박이 (Native) 11. 첫사랑 (First Love) 12. 사랑했나봐 (I Think I Loved) 13. 이별도 고마워 (Thankful Even For The Separation) 14. 꿈을 향해 (Toward A Dream) |
| 2008 | Album 5 - Here I am (Tôi ở đây) - Ra mắt: 22/10/2008 - Nhãn hiệu: Mnet Media - Tiếng: Hàn                                                          | tracklisting 1. 고맙다 (Thank You) 2. 그리운 날들 (Missing Those Days) 3. 오래 오래 (feat. 마이키) (Long Long Time (feat. Mikey) 4. 어제보다 오늘 더 (Today More Than Yesterday) 5. Forever (feat. 마이티마우스) (Forever (feat. Mighty Mouth)) 6. 이보다 더 좋을 순 없다 (feat. 시진) (Can't Get Better Than This (feat. Shi Jin)) 7. 그 집앞(序曲) (In front of That House (Prologue)) 8. 그 집앞 (In front of That House) 9. 사랑에 취해 (feat. 주석) (Poisoned In Love (feat. Joosuc)) 10. 이별의 정석 (Break-up Formula) 11. 이제는 안녕 (Goodbye For Now) 12. 사랑해 널 사랑해 (feat. 창따이) (I Love You I Love You (feat. Chang Dda Ee)) 13. 어떤 사람 어떤 사랑 (Some person, Some Love) 14. 우리 둘이서 (You and Me Together) |
| 2010 | Album 6 - Eleventh Story (Câu chuyện thứ 6) - Ra mắt: 27/01/2010 - Nhán hiệu: 101 Entertainment - Tiếng: Hàn                                       | tracklisting 1. 이 사람이다 (This Is The Person) 2. 기다립니다 (Waiting) 3. 못 잊어 (Can't Forget) 4. 잘해 주지 마요 (Don't Be Good To Me) 5. GOOD BYE 6. 내 마음이 사랑입니다 (My Heart Is Love) 7. 잊을게 지울게 (I'll Forget, I'll Erase) 8. 다 알면서 (I Know Everything (feat. Soya)) 9. 구인 광고 (Classifieds (feat. Mighty Mouth)) 10. 떠나가지마 (Don't Leave Me) 11. 행복병 (Happy Virus (feat. Mighty Mouth)) |
| 2010 | Kim Jong Kook Remake Album 'Song' (Album Làm Lại "Bài Hát" - Ra mắt: 09/09/2010 - Nhãn hiệu: 101 Entertainment - Tiếng: Hàn                        | tracklisting 1. 기억이란 사랑보다 (Memories More Than Love) 2. 슬픈바다 (Sad Ocean) 3. 개여울 (The Neck Of The Rapid Waters) 4. 다시 내게로 돌아와 (feat.개리) (Come Back To Me Again (feat. Gary)) 5. 편지 (Letter) 6. 사랑하기에 (Because I Love You) 7. 당신도 울고 있네요 (You Are Crying Too) 8. 가을편지 (Autumn Letter) 9. 먼지가 되어 (Becoming Dust) 10. 토요일은 밤이 좋아 (Saturday Night Fever) |

### Album Nhóm Turbo
| Năm  | Chi tiết                                                                                        | Danh sách bài hát |
| ---- | ----------------------------------------------------------------------------------------------- | --- |
| 1995 | 280 km/h Speed (Tốc độ 280 km/h) - Ra mắt: 06/09/1995 - Nhãn hiệu: - Tiếng: Hàn                 | tracklisting 1. Turbo's Theme 2. 나 어릴적 꿈 (Do You Wanna Funk Intro 삽입) 3. 소유할 수 없는 사랑 4. 검은 고양이 5. 초상화 6. 죄와 벌 7. 선택 8. 잿빛하루 9. 떠나가는 너 10. 나의 일기 11. 나 어릴적 꿈 (Acid House Mix) 12. 나 어릴적 꿈 (Techno Mix) 13. 검은 고양이 (X-Mas Mix) 14. 두 아빠 (MBC-TV 홈드라마 주제곡) 15. 나 어릴적 꿈 (Instrumental) 16. 죄와 벌 (Instrumental) |
| 1996 | New Sensation (Cảm xúc mới) - Ra mắt: 14/08/1996 - Nhãn hiệu: - Tiếng: Hàn - Doanh số: 800.000+ | tracklisting 1. Prologue 2. Love is... 3. 노스트라다무스 (사랑의 예언) 4. Twist King (Ventures-Wipeout 삽입) 5. 어느 째즈바... (A Jazz Bar) 6. 바람의 철학 (바라부는 날) 7. 우리들의 천국 8. 개구장이 (Techno Mix) 9. 평화로운 세상 10. 하늘만큼 땅만큼... 11. 상처 12. 변심 13. 지난 겨울 14. 생일 축하곡 (Acid House Mix) 15. Love is... (Instrumental) 16. 어느 째즈바... ((A Jazz Bar) Instrumental) 17. Twist King (Instrumental) |
| 1996 | X-Mas Dance Party Mix with Turbo - Ra mắt: 29/11/1996 - Nhãn hiệu: - Tiếng: Hàn                 | tracklisting 1. X-Mas Dance Party (DJ Mega Mix) 2. 고요한 밤, 거룩한 밤 (Gangsta’s Mix) 3. Last Christmas (Pop Dance) 4. 검은 고양이 (X-Mas Mix) 5. Count Down & Happy New Year 6. 스키장에서 (White Love) 7. Old Rang Sign 8. X-Mas Dance Party (Radio Version) 9. Happy New Year (Acid House) 10. 고요한 밤, 거룩한 밤 (Instrumetal) 11. 스키장에서 (White Love (Instrumetal)) |
| 1997 | Turbo Summer Remix (Mùa hè Turbo) - Ra mắt: 24/06/1997 - Nhãn hiệu: - Tiếng: Hàn                | tracklisting 1. Prologue (In The Beach) 2. Non-Stop Summer DJ Mega Mix 3. 초상화 4. Trot House (찬찬찬,얄미운사랑,남행열차) 5. 어느째즈바 (Midnight Version) 6. 죄와벌 (Acid House Version) 7. 스키장에서 ((White Love) Enore Version) 8. 어느째즈바 (Instrumental) 9. 죄와벌 (Instrumental) |
| 1997 | Born Again (Tái Sinh) - Ra mắt: 22/10/1997 - Nhãn hiệu: - Tiếng: Hàn                            | tracklisting 1. Prologue 2. 금지된 장난 (Forbidden Game) 3. 회상 (December) (Recollection) 4. Good-Bye Yesterday 5. 어긋난 사랑 (Crossed Love) 6. Always 7. 오버센스 (Over Sense) 8. 러브송 (Love Song) 9. Only Seventeen 10. 졸업 (Graduation) 11. 추억 만들기 (Making Memories) 12. 단념 (Abandonment) 13. 나폴레옹 (Napo leon) 14. 겨울 나그네 (Winter Stranger) 15. 후회없는 사랑 (Unregretful Love) 16. Happy Birthday To You |
| 1998 | Perfect Love (Tình Yêu Hoàn Hảo) - Ra mắt: 17/10/1998 - Nhãn hiệu: - Tiếng: Hàn                 | tracklisting 1. Prologue 2. X (The Greatest Love) 3. Western House 4. Endless Love 5. Honeymoon 6. California 7. Crazy Love 8. Love Forever 9. White Love 10. See You Again |
| 1999 | Millennium Turbo Dance Megamix - Ra mắt: 15/07/1999 - Nhãn hiệu: - Tiếng: Hàn                   | tracklisting 1. 허니문 (Techno Mix) 2. Intro 3. 회상 4. Love is... 5. 선택 6. 바람의 철학 7. 하늘만큼 땅만큼 8. 잿빛하루 9. 추억만들기 10. 금지된 장난 11. 우리들의 천국 12. Good-Bye Yesterday 13. 상처 14. Only Seventeen 15. 나 어릴적 꿈 16. 후회없는 사랑 17. 노스트라 다무스 18. 오버센스 19. Twist King 20. Ending |
| 2000 | E-Mail My Heart (Nhắn tin cho trái tim tôi) - Ra mắt: 27/01/2000 - Nhãn hiệu: - Tiếng: Hàn      | Tracklisting 1. Prologue 2. D.D.R. 3. Cyber Lover 4. Paradoxx 5. Tonight 6. Secret 7. Please 8. Why? 9. Knife 10. Behind Story 11. My Life 12. Stay 13. Easy Love 14. Memories |
| 2001 | History (Lịch sử) - Ra mắt: 19/06/2001 - Nhãn hiệu: - Tiếng: Hàn                                | tracklisting 1. Intro 2. Love Is 3. White Wedding 4. 검은고양이 5. 금지된 장난 6. 선택 7. 후회없는 사랑 8. Rumors 9. X (The Greatest Love) 10. Paradoxx 11. Mono Drama 12. 노스트라다무스 13. 나 어릴적 꿈 14. 상처 15. Cyber Lover 16. 애인이 생겼어요 17. Good-Bye Yesterday 18. Twist King |
| 2015 | Again (trở lại) - Ra mắt: 21/12/2015 - Nhãn hiệu: - Tiếng: Hàn                                  | tracklisting 1. Intro- 0:46 2. Again (다시) (ft.Yoo Jae-suk) - 3:31 3. Hide and Seek (숨바꼭질) - 3:39 4. 댄싱퀸 (Prod.by Joo Young-hoon) - 3:47 5. 잘 지내(ft.Lena Park) - 4:10 6. ...Is Love - 3:39 7. "나비효과 - 3:17 8. 하얀거리 (Prod.by Yoon Il-sang) - 4:35 9. 어느 째즈바 2015 - 4:01 10. 악몽- 3:44 11. Skit - 1:38 12. 가요 톱 10(ft.Lee Ha-neul, Jinu, Lee Sang-min) - 3:57 13. 행복했음 좋겠다(ft.San E) - 3:12 14. 우리(ft.K.Will, Jessi) - 3:24 15. Sunshine (ft. Soya) - 3:54 16. Happy Birthday To You (Bagagee Viphex13 Remix) - 1:25 17. Again (Chinese ver.) (CD only) - 3:31 18. Again (inst.) - 3:31 19. Hide and Seek(inst.) - 3:39 |

### Đĩa Đơn
| Tiêu đề                                                     | Năm      | Vị trí biểu đồ đỉnh | Bán hàng                                       | Album                                      |
| Tiêu đề                                                     | Năm      | KOR                 | Bán hàng                                       | Album                                      |
| Hàn Quốc                                                    | Hàn Quốc | Hàn Quốc            | Hàn Quốc                                       | Hàn Quốc                                   |
| ----------------------------------------------------------- | -------- | ------------------- | ---------------------------------------------- | ------------------------------------------ |
| "Bởi vì tôi là đàn ông" (남자 니까)                         | 2001     |                     |                                                | Renaissance (Phục Hưng)                    |
| "Chúc bạn hạnh phúc" (행복 하길)                            | 2001     |                     |                                                | Renaissance (Phục Hưng)                    |
| "Cảm giác"                                                  | 2004     |                     | Evolution (Cách mạng)                          |                                            |
| "Một người" (한 남자)                                       | 2004     |                     | Evolution (Cách mạng)                          |                                            |
| "Bế tắc" (제자리 걸음)                                      | 2005     |                     | This Is Me (Đây là chính tôi)                  |                                            |
| "Đáng yêu" (사랑 스러워)                                    | 2005     |                     | This Is Me (Đây là chính tôi)                  |                                            |
| "Tình yêu trắng 2005" (스키장 에서) (feat. Mikey )          | 2005     |                     | Đĩa đơn ngoài album                            |                                            |
| "Thư" (편지)                                                | 2006     |                     | Kim Jong Kook's Fourth Letter (Bức thư thứ tư) |                                            |
| "Say I Love You" (사랑한다 는 말)                           | 2006     |                     | Kim Jong Kook's Fourth Letter (Bức thư thứ tư) |                                            |
| "Only Wind Only Wind" (바람만 바람만) (với SG Wannabe )     | 2006     |                     | Đĩa đơn ngoài album                            |                                            |
| "Hôm nay hơn hôm qua" (어제 보다 오늘 더)                   | 2008     |                     | Here I am (Tôi ở đây)                          |                                            |
| "Cảm ơn" (고맙다)                                           | 2008     |                     | Here I am (Tôi ở đây)                          |                                            |
| "Happy Virus" (행복 병) (feat. Mighty Mouth )               | 2009     |                     |                                                |                                            |
| "Đưa nó cho tôi" (따줘)                                     | 2009     |                     | Đĩa đơn ngoài album                            |                                            |
| "Đây Là Người" (이 사람 이다)                               | 2010     | 7                   |                                                | Câu chuyện thứ mười một                    |
| "Come Back To Me Again" (다시 내게 로 돌아와) (feat. Gary ) | 2010     | 31                  |                                                | Bài hát                                    |
| "I Love You Everyday" (매일 매일 사랑해) (với Soya )        | 2010     | 37                  |                                                | Đĩa đơn không phải album                   |
| "All For U" (với Mikey )                                    | 2011     | 37                  | - KOR: 270.865                                 | Đĩa đơn không phải album                   |
| "Đàn ông đều như vậy" (남자 가 다 그렇지 뭐)                | 2012     | số 8                | - KOR: 587,696                                 | Trang chủ Hành trình                       |
| "Reminisce" (회상) (feat. Joosuc)                           | 2012     | 28                  | - KOR: 127.823                                 | Đĩa đơn ngoài album                        |
| "Raise your voice" (với Haha và Gummy )                     | 2019     | -                   | -                                              | Running Man Fan meeting: Project Running 9 |
| "I Like It" (với các thành viên Running Man)                | 2019     | -                   | -                                              | Running Man Fan meeting: Project Running 9 |
| "Forget Me Not" (지우고 아플 사랑 은 ..)                    | Năm 2020 | -                   | -                                              | Đĩa đơn ngoài album                        |
| "Be My Lover" (바다 보러 갈래?) (Với Ateez )                | Năm 2021 |                     |                                                | Đĩa đơn ngoài album                        |
| Quan thoại                                                  |          |                     |                                                |                                            |
| "Ghét Mà Hạnh Phúc Đến" (恨 幸福 來 過)                     | 2016     | -                   | -                                              | Đĩa đơn không phải album                   |
| "Nghe âm thanh của mưa" (聽見 下雨 的 聲音)                 | 2016     | -                   | -                                              | Đĩa đơn không phải album                   |
| "Không Cần Trả Lại Tình Yêu Của Tôi" (我 的 愛 不用 還)     | 2017     | -                   | -                                              | Đĩa đơn không phải album                   |
| "-" biểu thị bản phát hành không có biểu đồ.                |          |                     |                                                |                                            |

## Sự nghiệp diễn xuất

### Phim
| Năm  | Tiêu đề           | Vai diễn        | Ghi chú | Tham khảo |
| ---- | ----------------- | --------------- | ------- | --------- |
| 2012 | Wonderful Radio   | Taxi hành khách | Cameo   |           |
| 2015 | Hurry Up, Brother | Bản thân anh ấy |         |           |

### Phim truyền hình
| Năm  | Tiêu đề                         | Mạng | Vai diễn                    | Ghi chú           | Tham khảo |
| ---- | ------------------------------- | ---- | --------------------------- | ----------------- | --------- |
| 2004 | Banjun Drama                    | SBS  | Bản thân anh ấy             | Cameo (tập 17)    |           |
| 2004 | Câu chuyện truyền hình đặc biệt | MBC  | Bản thân anh ấy             | Cameo             |           |
| 2005 | Old Miss Diary                  | KBS2 | Bản thân anh ấy             | Cameo (tập 224)   |           |
| 2015 | Cô gái nhìn thấy mùi hương      | SBS  | Bản thân anh ấy             | Cameo (tập 1)     |           |
| 2015 | Hậu trường giải trí             | KBS2 | Kim Hong-soon               | Vai trò hỗ trợ    |           |
| 2016 | The sound of your heart         | KBS2 | Jo Jong-kook / Jo Jong-wook | Cameo (tập 17–18) |           |

### Chương trình truyền hình thực tế
| Năm       | Tên chương trình                    | Kênh phát sóng | Vai trò                   | Ghi chú                                                    | Chú thích |
| --------- | ----------------------------------- | -------------- | ------------------------- | ---------------------------------------------------------- | --------- |
| 2001–03   | Dream Team                          | KBS            | Thành viên chính thức     |                                                            |           |
| 2004–06   | X Man                               | SBS            | Thành viên chính thức     |                                                            |           |
| 2004–06   | Happy Sunday                        | KBS            | Thành viên chính thức     |                                                            |           |
| 2005–06   | Real Situation Saturday Love Letter | SBS            | Thành viên chính thức     |                                                            |           |
| 2005–06   | Shoot Dori                          | KBS            | Thành viên chính thức     |                                                            |           |
| 2008–10   | Family Outing                       | SBS            | Thành viên chính thức     |                                                            |           |
| 2010–nay  | Running Man                         | SBS            | Thành viên chính thức     |                                                            |           |
| 2012–2016 | Escape Crisis No.1                  | KBS            | Host                      |                                                            |           |
| 2014      | Everybody                           | JTBC           | Host                      |                                                            |           |
| 2015      | Ding Ge Long Dong Qiang             | CCTV           | Thành viên chính thức     |                                                            |           |
| 2016      | Talents for Sale                    | KBS            | Host                      |                                                            |           |
| 2017      | Let's go with Mom                   | TV Chosun      | Thành viên chính thức     |                                                            |           |
| 2017      | Dragon Club – Childish Bromance     | KBS2           | Thành viên chính thức     | với Jang Hyuk, Cha Tae-hyun, Hong Kyung-min, Hong Kyung-in |           |
| 2017–nay  | Big Picture                         | Naver          | Thành viên chính thức     | với Haha                                                   |           |
| 2017–nay  | I Can See Your Voice                | Mnet           | Host                      | với Yoo Se-yoon and Leeteuk                                |           |
| 2018–nay  | My Little Old Boy                   | SBS            | Thành viên chính thức     |                                                            |           |
| 2018      | The Call                            | Mnet           | Cast member (1st line-up) | Tập 1–2, 5                                                 |           |
| 2019      | In Sync                             | KBS2           | Host                      | với Soyou                                                  |           |
| 2019      | The Call S2                         | Mnet           | Host                      |                                                            |           |
| 2019      | Kill Bill                           | MBC Every 1    | Host                      |                                                            |           |
| 2019–20   | Rewind                              | Channel A      | Team Leader               |                                                            |           |
| 2019–20   | Five Cranky Brothers                | JTBC           | Cast member               |                                                            |           |
| 2019      | Pink Festa                          | MBC Music      | MC                        |                                                            |           |
| 2020      | Fly Shoot Dori — New Beginning      | KBS2           | MC                        | Tập 1– nay                                                 |           |
| 2020      | The Voice of Korea (S3)             | Mnet           | Coach                     |                                                            |           |
| 2020      | Red-Cheeked Ramyun Lab              | MBC            | Cast                      |                                                            |           |
| 2020      | Trot God is Here 2 - Last Chance    | SBS            | Special MC                |                                                            |           |
| 2021      | Crazy Recipe Adventure              | MBC            | Thành viên chính thức     |                                                            |           |
| 2021      | Ceremony Club                       | JTBC           | Thành viên chính thức     |                                                            |           |
| 2021      | Wild Idol                           | MBC            | Host                      |                                                            |           |
| 2021      | Running Man Việt Nam                | HTV7           | Khách mời                 | Tập 10                                                     | [ 5 ]     |

## Hoạt động khác

### Dẫn chương trình
| Năm  | Tên chương trình       | Mạng           | Ghi chú              | Tham khảo |
| ---- | ---------------------- | -------------- | -------------------- | --------- |
| 2021 | 2020 APAN Music Awards | Seezn Olleh TV | Dẫn cùng Jeon So-min | [ 6 ]     |

## Giải thưởng và đề cử
| Năm  | Giải thưởng                                                         | Hạng mục                                                       | (Những) Người / Tác phẩm được đề cử      | Kết quả   | Tham khảo     |
| ---- | ------------------------------------------------------------------- | -------------------------------------------------------------- | ---------------------------------------- | --------- | ------------- |
| 2004 | KBS Music Awards                                                    | Bonsang Award                                                  | —                                        | Đoạt giải |               |
| 2004 | SBS Music Awards                                                    | Bonsang Award                                                  | —                                        | Đoạt giải |               |
| 2004 | MBC Best 10 Music Awards                                            | Bonsang Award                                                  | —                                        | Đoạt giải |               |
| 2004 | Giải thưởng âm nhạc Seoul (Seoul Music Awards                       | Bonsang Award                                                  | —                                        | Đoạt giải |               |
| 2004 | Golden Disk Awards                                                  | Popularity Award                                               | —                                        | Đoạt giải |               |
| 2005 | MBC Music Awards                                                    | Most Popular Singer                                            | "Lovable"                                | Đoạt giải |               |
| 2005 | MBC Music Awards                                                    | Best Artist: Daesang Award (Grand Prize)                       | "Lovable"                                | Đoạt giải | [ 7 ]         |
| 2005 | KBS Music Awards                                                    | Best Artist: Daesang Award (Grand Prize)                       | "Lovable"                                | Đoạt giải |               |
| 2005 | SBS Music Awards                                                    | Best Artist: Daesang Award (Grand Prize)                       | "Lovable"                                | Đoạt giải |               |
| 2005 | KBS Entertainment Awards                                            | Best Entertainer Award                                         | Shootdori                                | Đoạt giải |               |
| 2005 | SBS Visual Arts Award                                               | Photogenic Award                                               | —                                        | Đoạt giải |               |
| 2005 | Golden Disk Awards                                                  | Bonsang Award                                                  | —                                        | Đoạt giải |               |
| 2005 | Giải thưởng Âm nhạc Châu Á Mnet                                     | Best Male Artist                                               | "Standstill"                             | Đoạt giải | [ 8 ]         |
| 2005 | Giải thưởng Âm nhạc Châu Á Mnet                                     | Best Ballad Performance                                        | "Standstill"                             | Đề cử     |               |
| 2005 | Korean Entertainer Awards                                           | Ballad Award                                                   | —                                        | Đoạt giải |               |
| 2006 | Golden Disk Awards                                                  | Bonsang Award                                                  | —                                        | Đoạt giải |               |
| 2006 | Melon Music Awards                                                  | Album Of The Year                                              | Volume 4 - Kim Jong Kook's Fourth Letter | Đoạt giải |               |
| 2008 | 2008 Asian Model Awards                                             | BBF Popular Singer Award                                       | —                                        | Đoạt giải |               |
| 2009 | Giải thưởng âm nhạc Seoul (Seoul Music Awards )                     | Bonsang Award                                                  | —                                        | Đoạt giải |               |
| 2009 | Giải thưởng Âm nhạc Châu Á Mnet                                     | Best Ballad Performance                                        | "Today More Than Yesterday"              | Đề cử     |               |
| 2010 | Giải thưởng Giải trí SBS lần thứ 4 (4th SBS Entertainment Awards)   | Best TV Star Award                                             | Running Man                              | Đoạt giải | [ 9 ]         |
| 2011 | Giải thưởng Giải trí SBS lần thứ 5 (5th SBS Entertainment Awards)   | Excellence Award (Variety Category)                            | Running Man                              | Đoạt giải | [ 10 ]        |
| 2013 | Yahoo! Asia Buzz Awards 2013                                        | Asia's Most Charismatic Korean Host                            | —                                        | Đoạt giải | [ 11 ]        |
| 2013 | KBS Entertainment Awards                                            | Best Entertainer Award                                         | Escape Crisis No. 1                      | Đoạt giải | [ 12 ]        |
| 2013 | Giải thưởng Giải trí SBS lần thứ 7 (7th SBS Entertainment Awards)   | Excellence Award (Male)                                        | Running Man                              | Đoạt giải | [ 13 ]        |
| 2013 | Giải thưởng Giải trí SBS lần thứ 7 (7th SBS Entertainment Awards)   | Viewers Choice Popularity Award                                | Running Man                              | Đoạt giải | [ 14 ]        |
| 2014 | Giải thưởng Giải trí SBS lần thứ 8 (8th SBS Entertainment Awards)   | High Excellence Award                                          | Running Man                              | Đoạt giải | [ 15 ]        |
| 2014 | Giải thưởng Giải trí SBS lần thứ 8 (8th SBS Entertainment Awards)   | Sohu China Netizen Popularity Award                            | —                                        | Đoạt giải |               |
| 2015 | Giải thưởng Giải trí SBS lần thứ 9 (9th SBS Entertainment Awards)   | Sohu China Netizen Popularity Award                            | —                                        | Đoạt giải |               |
| 2015 | Korean Popular Culture and Arts Awards                              | Prime Minister's Award                                         | —                                        | Đoạt giải | [ 16 ]        |
| 2016 | 2nd Annual KU Music Asian Music Awards (China)                      | Asia's Most Focused Artist Award                               | —                                        | Đoạt giải | [ 17 ]        |
| 2016 | 4th Annual DramaFever Awards                                        | Best Bromance (with Lee Kwang-soo)                             | Running Man                              | Đoạt giải | [ 18 ]        |
| 2017 | Giải thưởng Giải trí SBS lần thứ 11 (11th SBS Entertainment Awards) | Giải thưởng Ngôi sao toàn cầu (với các thành viên Running Man) | Running Man                              | Đoạt giải | [ 19 ] [ 20 ] |
| 2018 | Giải thưởng Giải trí SBS lần thứ 12 (12nd SBS Entertainment Awards) | PD's Award                                                     | Running Man                              | Đoạt giải | [ 21 ] [ 22 ] |
| 2018 | Giải thưởng Giải trí SBS lần thứ 12 (12nd SBS Entertainment Awards) | Giải thưởng Cặp đôi đẹp nhất (với Hong Jin-young)              | Running Man                              | Đoạt giải | [ 21 ] [ 22 ] |
| 2019 | Giải thưởng Giải trí SBS lần thứ 13 (13rd SBS Entertainment Awards) | Top Excellence Award in Reality Category                       | Running Man và My Little Old Boy         | Đoạt giải | [ 23 ]        |
| 2019 | Giải thưởng Giải trí SBS lần thứ 13 (13rd SBS Entertainment Awards) | Giải thưởng lớn (Daesang)                                      | Running Man và My Little Old Boy         | Đề cử     | [ 24 ]        |
| 2020 | Giải thưởng Giải trí SBS lần thứ 14 (14th SBS Entertainment Awards) | Giải Nội dung Vàng (với các thành viên Running Man)            | Running Man                              | Đoạt giải | [ 25 ]        |
| 2020 | Giải thưởng Giải trí SBS lần thứ 14 (14th SBS Entertainment Awards) | Giải thưởng lớn (Daesang)                                      | Running Man và My Little Old Boy         | Đoạt giải | [ 25 ]        |